# Nanna Hinnerfeldt
Nanna Hinnerfeldt Andersen (født 11. juni 1999 i Silkeborg, Danmark) er en dansk håndboldspiller, der spiller for NFH.
Hun har tidligere spillet i FC Midtjylland og i Ringkøbing Håndbold.
I 2023-24 sæsonen var hun på all-star holdet i Damehåndboldligaen som stregspiller.
I 2025 blev hun indkaldt til det danske landshold til Golden League-kampene i marts.